# DDR-Fußballmeisterschaft der Junioren 1987/88
Die DDR-Juniorenoberliga 1987/88 war die fünfte Spielzeit der 1983 wieder eingeführten Juniorenoberliga, der vom DFV durchgeführten höchsten Spielklasse der Altersklasse (AK) 17/18 auf dem Gebiet der DDR. Den 40. Juniorenmeistertitel in der Geschichte der DDR sicherte sich die SG Dynamo Dresden, die zum sechsten Mal zu Meisterehren kam.
Absteiger aus der Juniorenoberliga in die Juniorenliga waren analog zur DDR-Oberliga – ungeachtet des sportlich erreichten Ergebnisses – der FC Vorwärts Frankfurt/O. und die BSG Stahl Riesa.

## Teilnehmer und Modus
An der Juniorenoberliga für die Altersklasse (AK) 17/18 nahmen die 14 Mannschaften teil, deren erste Männermannschaft in der betreffenden Saison in der DDR-Oberliga, der höchsten Spielklasse der DDR, vertreten waren. Spielberechtigt waren Spieler bis zum 18. Lebensjahr (Stichtag: 1. Juni 1969). An 26 Spieltagen ermittelten die Mannschaften den DDR-Juniorenmeister. Jede Mannschaft hatte in der Saison 13 Heim- und 13 Auswärtsspiele, jeweils einmal zu Hause und auswärts gegen jeden Gegner. Der Abstieg aus der Juniorenoberliga wurde analog zur DDR-Oberliga 1987/88 – ungeachtet des sportlich erreichten Ergebnisses – geregelt.

## Abschlusstabelle
| Pl. | Mannschaft               | Sp. | S  | U  | N  | Tore    | Diff. | Punkte |
| --- | ------------------------ | --- | -- | -- | -- | ------- | ----- | ------ |
| 1.  | SG Dynamo Dresden        | 26  | 20 | 4  | 2  | 063:250 | +38   | 44:80  |
| 2.  | Berliner FC Dynamo (M)   | 26  | 17 | 5  | 4  | 051:200 | +31   | 39:13  |
| 3.  | FC Vorwärts Frankfurt/O. | 26  | 16 | 5  | 5  | 059:310 | +28   | 37:15  |
| 4.  | FC Karl-Marx-Stadt       | 26  | 12 | 7  | 7  | 059:320 | +27   | 31:21  |
| 5.  | 1. FC Lokomotive Leipzig | 26  | 11 | 9  | 6  | 044:310 | +13   | 31:21  |
| 6.  | F.C. Hansa Rostock (N)   | 26  | 12 | 6  | 8  | 043:350 | +8    | 30:22  |
| 7.  | 1. FC Magdeburg          | 26  | 11 | 7  | 8  | 043:440 | −1    | 29:23  |
| 8.  | Hallescher FC Chemie (N) | 26  | 10 | 8  | 8  | 054:410 | +13   | 28:24  |
| 9.  | FC Carl Zeiss Jena       | 26  | 9  | 5  | 12 | 037:400 | −3    | 23:29  |
| 10. | FC Rot-Weiß Erfurt       | 26  | 8  | 6  | 12 | 043:440 | −1    | 22:30  |
| 11. | BSG Stahl Brandenburg    | 26  | 4  | 10 | 12 | 020:340 | −14   | 18:34  |
| 12. | 1. FC Union Berlin       | 26  | 4  | 4  | 18 | 026:580 | −32   | 12:40  |
| 13. | BSG Stahl Riesa          | 26  | 4  | 4  | 18 | 015:600 | −45   | 12:40  |
| 14. | BSG Wismut Aue           | 26  | 1  | 6  | 19 | 025:870 | −62   | 08:44  |

| (M) Meister der Vorsaison 1986/87      |
| (N) Aufsteiger in der Juniorenoberliga |

## Kreuztabelle
Die Kreuztabelle stellt die Ergebnisse aller Spiele dieser Saison dar. Die Heimmannschaft ist in der linken Spalte aufgelistet und die Gastmannschaft in der obersten Reihe.
| DDR-Juniorenoberliga 22. August 1987 – 28. Mai 1988 | DDR-Juniorenoberliga 22. August 1987 – 28. Mai 1988 | SG Dynamo Dresden | Berliner FC Dynamo | FC Vorwärts Frankfurt/O. | FC Karl-Marx-Stadt | 1. FC Lokomotive Leipzig | F.C. Hansa Rostock | 1. FC Magdeburg | Hallescher FC Chemie | FC Carl Zeiss Jena | FC Rot-Weiß Erfurt | BSG Stahl Brandenburg |     | BSG Stahl Riesa | BSG Wismut Aue |
| --------------------------------------------------- | --------------------------------------------------- | ----------------- | ------------------ | ------------------------ | ------------------ | ------------------------ | ------------------ | --------------- | -------------------- | ------------------ | ------------------ | --------------------- | --- | --------------- | -------------- |
| 01.                                                 | SG Dynamo Dresden                                   |                   | 2:0                | 1:1                      | 2:0                | 2:0                      | 3:1                | 2:2             | 4:2                  | 1:0                | 2:0                | 2:0                   | 2:0 | 1:0             | 6:1            |
| 02.                                                 | Berliner FC Dynamo                                  | 3:1               |                    | 0:0                      | 2:0                | 3:1                      | 2:1                | 2:1             | 0:0                  | 1:1                | 1:3                | 3:0                   | 3:0 | 6:0             | 2:0            |
| 03.                                                 | FC Vorwärts Frankfurt/O.                            | 1:3               | 2:1                |                          | 1:4                | 1:3                      | 1:2                | 8:2             | 5:1                  | 1:0                | 2:1                | 4:1                   | 3:0 | 2:1             | 3:0            |
| 04.                                                 | FC Karl-Marx-Stadt                                  | 2:4               | 0:2                | 2:3                      |                    | 2:0                      | 2:2                | 1:1             | 3:3                  | 1:0                | 0:0                | 3:0                   | 1:2 | 6:0             | 11:1           |
| 05.                                                 | 1. FC Lokomotive Leipzig                            | 1:3               | 0:0                | 2:2                      | 2:2                |                          | 0:0                | 0:0             | 3:0                  | 1:1                | 4:2                | 2:1                   | 4:0 | 2:0             | 4:0            |
| 06.                                                 | F.C. Hansa Rostock                                  | 1:3               | 2:1                | 3:2                      | 0:0                | 0:1                      |                    | 1:0             | 1:3                  | 2:1                | 2:1                | 1:0                   | 4:1 | 1:2             | 3:0            |
| 07.                                                 | 1. FC Magdeburg                                     | 2:0               | 3:5                | 0:0                      | 0:3                | [ J 1 ]                  | 1:1                |                 | 3:2                  | 2:1                | 5:2                | 2:1                   | 3:0 | 3:0             | 1:0            |
| 08.                                                 | Hallescher FC Chemie                                | 0:2               | 1:3                | 1:2                      | 1:2                | [ J 2 ]                  | 2:2                | 3:0             |                      | 1:2                | 3:1                | 2:2                   | 5:2 | 0:0             | 3:1            |
| 09.                                                 | FC Carl Zeiss Jena                                  | 4:4               | 0:0                | 0:2                      | 0:2                | 1:2                      | 5:0                | 2:1             | 1:3                  |                    | 0:4                | 1:0                   | 2:1 | 5:1             | 2:2            |
| 10.                                                 | FC Rot-Weiß Erfurt                                  | 1:1               | 0:1                | 0:1                      | 2:1                | 1:1                      | 2:1                | 2:2             | 3:3                  | 2:4                |                    | 2:1                   | 0:2 | 1:3             | 5:0            |
| 11.                                                 | BSG Stahl Brandenburg                               | 1:2               | 1:2                | 1:1                      | 1:1                | 1:1                      | 0:0                | 0:1             | 1:1                  | 2:0                | 1:1                |                       | 0:0 | 1:0             | 1:0            |
| 12.                                                 | 1. FC Union Berlin                                  | 0:2               | 0:2                | 0:2                      | 0:1                | 3:3                      | 1:5                | 2:4             | 1:1                  | [ J 3 ]            | 1:3                | 0:1                   |     | 3:1             | 2:2            |
| 13.                                                 | BSG Stahl Riesa                                     | 1:4               | 1:5                | 0:4                      | 0:2                | 0:4                      | 0:2                | 0:1             | 0:3                  | 0:1                | 2:1                | 0:0                   | 1:0 |                 | 1:1            |
| 14.                                                 | BSG Wismut Aue                                      | 1:4               | 0:1                | 2:5                      | 3:7                | 0:3                      | 1:5                | 3:3             | 0:4                  | 1:3                | 0:3                | 2:2                   | 3:2 | 1:1             |                |

1. ↑  1. FC Magdeburg – 1. FC Lokomotive Leipzig 0:0 (Nachholspiel des 2. Spieltags); Wertung: 2:0 Punkte 3:0 Tore für Magdeburg, da Leipzig einen nicht spielberechtigten Spieler einsetzte.
2. ↑  Hallescher FC Chemie – 1. FC Lokomotive Leipzig 2:2 (19. Spieltag); Wertung: 2:0 Punkte 3:0 Tore für Halle, da Leipzig einen nicht spielberechtigten Spieler einsetzte.
3. ↑  1. FC Union Berlin – FC Carl Zeiss Jena 3:4 (17. Spieltag); Wertung: 2:0 Punkte 3:0 Tore für Union, da Jena einen nicht spielberechtigten Spieler einsetzte.

## Torschützenliste
|     | Spieler          | Mannschaft               | Tore |
| --- | ---------------- | ------------------------ | ---- |
| 01. | Carsten Wittiber | SG Dynamo Dresden        | 18   |
| 02. | Thomas Rath      | FC Vorwärts Frankfurt/O. | 16   |
| 03. | Olaf Renn        | FC Karl-Marx-Stadt       | 15   |
| 04. | Jürgen Rische    | 1. FC Lokomotive Leipzig | 14   |
| 05. | Mario Kern       | SG Dynamo Dresden        | 13   |
| 06. | Sixten Veit      | FC Karl-Marx-Stadt       | 12   |
| 07. | Jan Schmidt      | BSG Wismut Aue           | 11   |
| 07. | Steffen Broisch  | FC Rot-Weiß Erfurt       | 11   |
| 07. | Jens Möckel      | FC Karl-Marx-Stadt       | 11   |

## Statistisches
- 325 Spieler kamen zum Einsatz, davon waren 13 in allen Punktspielen dabei.
- 576 Tore ({\displaystyle \varnothing } 3,2 pro Spiel) wurden erzielt, wobei sich 156 Spieler als Torschützen auszeichnen konnten.
- 24 Strafstöße wurden verwandelt. Karsten Merkel vom Berliner FC Dynamo traf viermal ins Schwarze.
 Zweimal trafen die Spieler ins eigene Netz.
- Drei Tore (kein Hattrick) pro Spiel: Rocco Milde (SG Dynamo Dresden) gegen Aue (3. Spieltag), Olaf Renn (FC Karl-Marx-Stadt) jeweils gegen Aue (5. Spieltag und 18. Spieltag), Jens Möckel (FC Karl-Marx-Stadt) gegen Aue (5. Spieltag), Stephan Prause (FC Vorwärts Frankfurt/O.) gegen Magdeburg (7. Spieltag), René Uhlemann (SG Dynamo Dresden) gegen Karl-Marx-Stadt (9. Spieltag), Thomas Rath (FC Vorwärts Frankfurt/O.) gegen Halle (11. Spieltag) und Maik Ziegelsdorf (1. FC Magdeburg) gegen Union (21. Spieltag)
- Es gab 77 Heimsiege, 43 Unentschieden und 62 Auswärtssiege.
- Höchster Sieg: FC Karl-Marx-Stadt – BSG Wismut Aue 11:1 (5. Spieltag)
Torreichstes Spiel: FC Karl-Marx-Stadt – BSG Wismut Aue 11:1 (5. Spieltag)
- Drei Feldverweise und 351 Verwarnungen verhängten die Unparteiischen, wobei 51 Spieler nach der dritten bzw. sechsten gelben Karte pausieren mussten.[3]

## DDR-Juniorenmeister
| 1. | SG Dynamo Dresden |
| --- | --- |
| | Frank Schulze Mario Kern (13) Michael Buchheim, André Kulke (2), Thomas Benedix (2) Sven Kmetsch (2), Frank Zücker (4), Thomas Rettig (1) Uwe Kühnel (7), Carsten Wittiber (18), Uwe Stolze (3) Trainer: Hans-Jürgen Dörner / Hartmut Schade |
| außerdem: Thomas Weidner (Tor); Nico Däbritz, Sven Herrmann, René Groth, Matthias Maucksch; Sven Ratke, Matthias Opitz, Jens Müller (1); René Uhlemann (3), Rocco Milde (6), Ronald Gohlke (1) – (Tore in der Juniorenoberliga) | |